# Gare de Combs-la-Ville - Quincy
La gare de Combs-la-Ville - Quincy est une gare ferroviaire française de la ligne de Paris-Lyon à Marseille-Saint-Charles, située sur le territoire de la commune de Combs-la-Ville, dans le département de Seine-et-Marne, à proximité de Quincy-sous-Sénart (département de l'Essonne), en région Île-de-France.
Mise en service en 1849, c'est une gare de la Société nationale des chemins de fer français (SNCF) desservie par les trains de la ligne D du RER.

## Situation ferroviaire
La gare de Combs-la-Ville - Quincy, établie à 81 m d'altitude, est située au point kilométrique (PK) 25,896 de la ligne de Paris-Lyon à Marseille-Saint-Charles, entre les gares de Boussy-Saint-Antoine et de Lieusaint - Moissy.
La gare abrite un poste d'aiguillage type PRS qui permet d'effectuer des changements de voies et d'ordonnancer les circulations entre Villeneuve-Saint-Georges et Melun. Ce poste a été créé au début des années 1980 avec l'ouverture de la ligne TGV qui a son entrée historique à Lieusaint - Moissy (aujourd'hui, cette bifurcation est toujours utilisée par certains TGV mais aussi lors d'incidents pour délester l'entrée/sortie située à Créteil). Ce poste permet donc d'aiguiller les TGV en entrée vers la LGV ou en sortie vers la ligne de Paris-Lyon à Marseille-Saint-Charles.

## Histoire

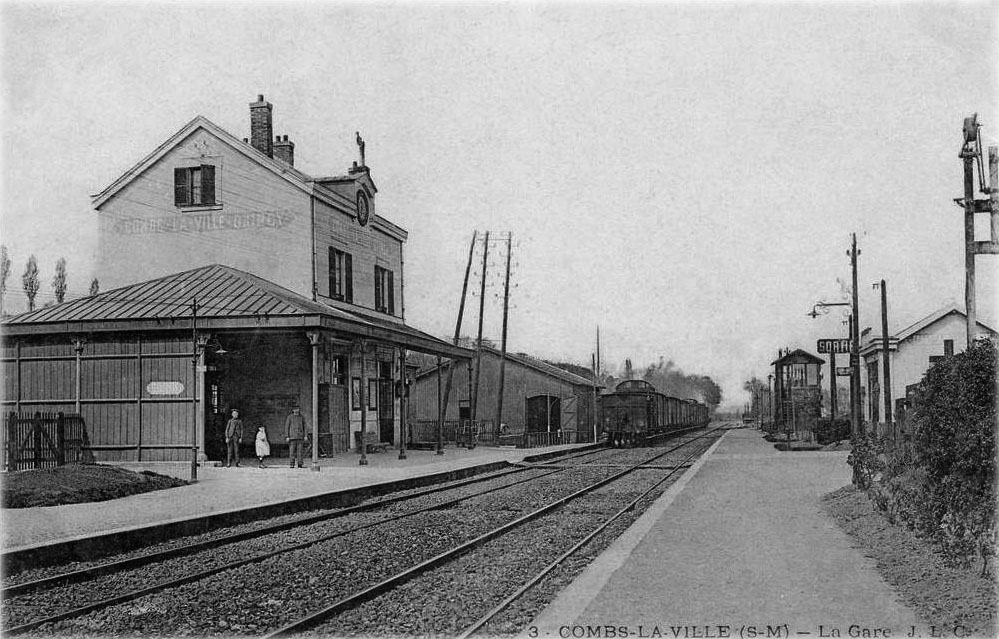
La station d'origine avant 1911.

La Compagnie du chemin de fer de Paris à Lyon obtient la concession de la ligne du même nom par l'ordonnance du 21 décembre 1845. En 1846, un projet de tracé de la voie est soumis pour avis au conseil municipal de Combs-la-Ville. Compte tenu des remarques, la compagnie PL accepte d'élargir d'un mètre le pont permettant le franchissement de la voie ferrée et la réalisation d'un passage pour garder la continuité du chemin des Etriviers, mais elle refuse la proposition de déplacer la station du chemin de Corbeil au chemin de Quincy. Sur la commune, les travaux de construction des infrastructures ferroviaires, et notamment des deux voies de la ligne, ont lieu à partir de 1846 pour une livraison au service en 1849. Le bâtiment voyageurs est établi sur les plans de François-Alexis Cendrier, architecte de la compagnie. Il s'agit d'une station de 3e classe de type « à deux portes » édifiée en 1846 et mise en service en 1849.
En 1848, la compagnie est déclarée en faillite et l'État reprend à sa charge les travaux et l'exploitation des tronçons terminés. C'est donc l'État qui repousse au 9 septembre 1849 l'inauguration du tronçon de Paris à Tonnerre, initialement prévue le 12 août. Les festivités, en présence de Napoléon III ont essentiellement lieux à la station de Melun. En 1850, le prix d'un aller de Paris à Combs coûtait 2,70 F en 1re classe, 2,00 F en 2e classe et 1,50 F en 3e classe pour un temps de trajet environ trois fois plus rapide que par la route. La gare, qui a obtenu de justesse le droit d'avoir un service marchandises, essuiera un refus lorsqu'elle fera en 1867 une demande pour ouvrir un service pour les animaux en prévision de l'ouverture du marché de la Vilette.
Après avoir été réaménagée pour le passage à quatre voies et aménagée pour l'électrification de la ligne, la gare est profondément modifiée en 1981, avec destruction du bâtiment voyageurs d'origine et construction d'un nouveau bâtiment plus adapté. C'est cette même année qu'ouvre le premier tronçon de Combs-la-Ville à la bifurcation de Montanay (au nord de Lyon) de la future ligne à grande vitesse de Combs-la-Ville à Saint-Louis (LGV). Le 24 septembre 1995, la gare est intégrée dans le service du réseau express régional et fait partie de la ligne D du RER.
De nouveaux travaux sur la gare sont entrepris en 2010 ; ils sont prévus pour s'achever en 2011.

## Fréquentation
De 2015 à 2022, selon les estimations de la SNCF, la fréquentation annuelle de la gare s'élève aux nombres indiqués dans le tableau ci-dessous.
| Année     | 2015      | 2016      | 2017      | 2018      | 2019      | 2020      | 2021      | 2022      |
| --------- | --------- | --------- | --------- | --------- | --------- | --------- | --------- | --------- |
| Voyageurs | 4 396 308 | 4 308 161 | 4 197 319 | 4 008 207 | 3 851 637 | 1 834 253 | 3 058 556 | 3 181 458 |

## Service des voyageurs

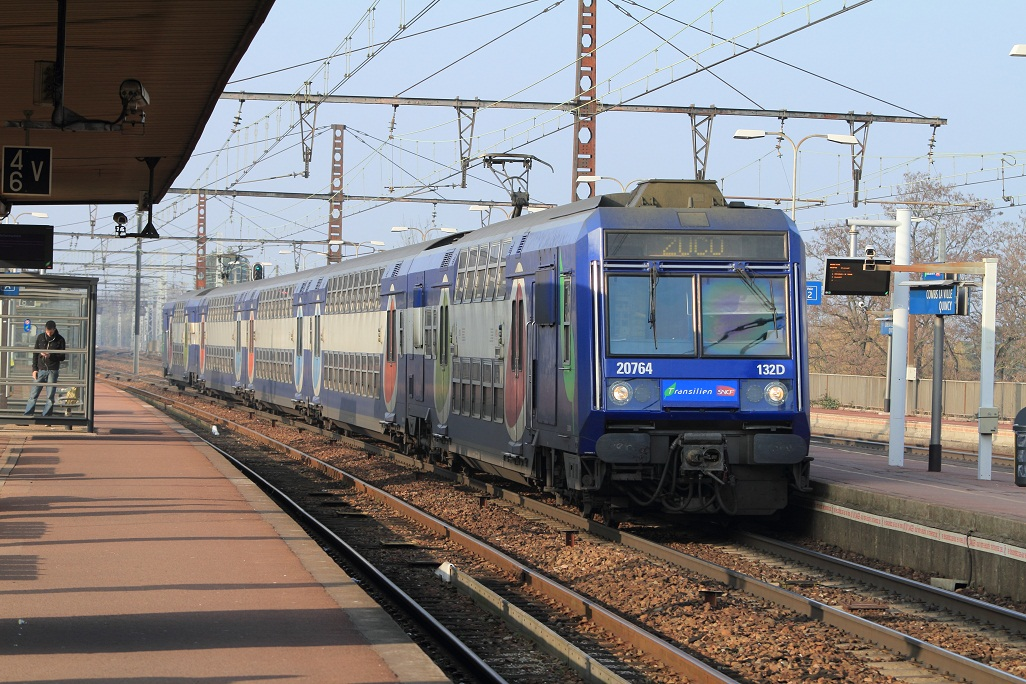
La Z 20763/64 en direction de Melun arrive en gare en janvier 2011.

### Accueil et équipement
La gare possède un bâtiment voyageurs. Un service commercial est assuré tous les jours de 6 h 10 à 1 h 15.
Depuis février 2010, la gare est en profonde mutation ; toute la zone réservée à l'espace de vente est en rénovation totale ainsi que le souterrain. D'ici le début de l'hiver, on y trouvera un guichet Île-de-France et un espace de vente Grandes Lignes. Par ailleurs, un relais H y sera toujours d'actualité. Enfin, le parking surplombant la gare est également rénové ce qui offrira des places supplémentaires ainsi qu'un accès pour les personnes à mobilité réduite.

### Desserte
La gare est desservie par les trains de la ligne D du RER. Ses cinq voies lui permettent de servir de terminus partiel (lettre N des codes missions).
En 2011, la durée du trajet Gare de Lyon – Combs-la-Ville est de 30 min par les missions ZUCO (tous les jours) et de 27 min par les missions ZECO (en semaine et aux heures de pointe uniquement).

### Intermodalité
La gare est desservie par les lignes 3704, 3711, 3712, 3713, 3714, 3771 et 3772 du réseau de bus de Sénart, par les lignes 3101, 3102 et 3108 du réseau de bus Pays Briard, par la ligne 4133 du réseau de bus Val d'Yerres Val de Seine et, la nuit, par les lignes N132 et N134 du réseau Noctilien.

## Service fret
En novembre 2007, Monoprix approvisionne ses magasins parisiens par une navette ferroviaire qui emprunte, la nuit, la ligne de Paris-Lyon à Marseille-Saint-Charles jusqu'à Paris-Bercy.